# Dom zu Carpi
Der Dom zu Carpi (im Regionaldialekt: Dòm ed Chèrp, italienisch Duomo di Carpi; eigentlich Basilica di Santa Maria Assunta) ist eine römisch-katholische Kirche in Carpi unter dem Patrozinium der Himmelfahrt Marias. Er stellt die Kathedrale des Bistums Carpi dar.
Anlässlich der 200-Jahr-Feier des Bistums im Jahr 1979 wurde der Dom zu Carpi in den Rang einer Basilica minor erhoben. Der Dom befindet sich auf der Piazza dei Martiri, dem Platz der Märtyrer.

## Geschichte des Doms

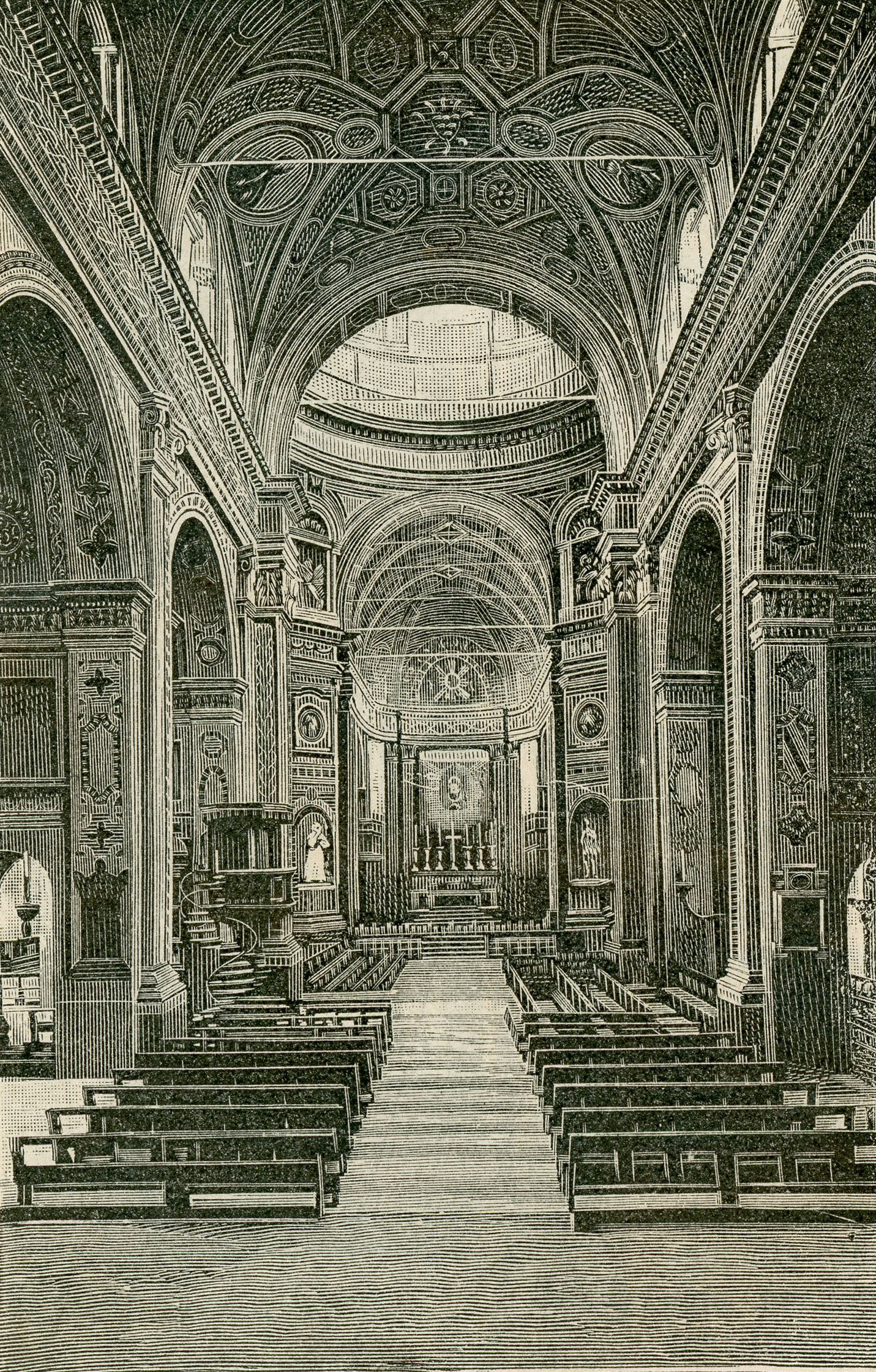
Das zentrale Kirchenschiff, 1902

Das Bistum Carpi wurde am 1. Dezember 1779 durch Papst Pius VI. mit der Apostolischen Konstitution Inter plurimas errichtet und dem Erzbistum Bologna als Suffraganbistum unterstellt. Am 22. August 1855 wurde das Bistum Carpi dem Erzbistum Modena-Nonantola als Suffraganbistum unterstellt. Die Diözese wird seit 2011 von Bischof Francesco Cavina geleitet. Im Jahr 2016 wurden im Bistum unter 130.298 Bewohnern 116.920 Getaufte gezählt.
Der Bauarbeiten an der Kathedrale begannen im Jahre 1514. Der dreischiffige Innenraum reflektiert die Entwurfspraxis des Baldassare Peruzzi aus der Renaissance, übernommen vom Petersdom in Rom. Der Bau verfügt über wertvolle Kunstwerke und Möbel, überwiegend aus dem 17. Jahrhundert, darunter Gemälde von Teodoro Ghisi, Matteo Loves, Luca Ferrari, Giacomo Cavedone und Sante Peranda. Die Fassade wurde in der zweiten Hälfte des 17. Jahrhunderts in barocker Linienführung abgeschlossen, die 1768 erbaute Kuppel musste drei Jahre später aus statischen Gründen abgesenkt werden. Erst gegen  Ende des 18. Jahrhunderts konnten die Bauarbeiten abgeschlossen werden. 1791 wurde der Dom von Francesco Benincasa, dem ersten Diözesanbischof, eingeweiht. Im 21. Jahrhundert wurde das Presbyterium renoviert und mit neuen Möbeln ausgestattet. Im rechten Seitenschiff sind die Marmorgräber der früheren Bischöfe untergebracht.
Die Anbetung des Kirchenvolkes gilt insbesondere der Madonna della Porta (Ianua Coeli), eines Werkes, welches am Beginn des 20. Jahrhunderts von der Porta Mantova, kurz vor deren Zerstörung, entfernt und in den Dom verbracht werden konnte. Weiters werden auch die Reliquien des Hl. Valeriano und des Hl. Bernardino Realino angebetet.
In dieser Kathedrale erhielten Gaetano Maria Cattani (1850), Alessandro Maggiolini (1983) und Douglas Regattieri (2010) die Bischofsweihe. Im Rahmen der Erdbeben in Norditalien 2012 wurde der Dom beschädigt. Er konnte erst nach grundlegender Sanierung am 25. März 2017 in einer feierlichen Zeremonie, geleitet von Kardinal Pietro Parolin, der Gemeinschaft der Gläubigen übergeben werden. Bei diesem Festgottesdienst waren auch zahlreiche weitere Kardinäle anwesend. Eine Woche später feierte auch Papst Franziskus mit vielen Tausenden Gläubigen die Wiedereröffnung der Kathedrale.
Im Jahr 2017 wurde auch der 100. Geburtstag von Odoardo Focherini im Dom gefeiert. Die Reliquien dieses 2013 selig gesprochenen Widerstandskämpfers gegen das NS-Regime und Märtyrers werden seither im Dom zu Carpi aufbewahrt.

## Berühmte Grabstätten
Im Dom zu Carpi wurden bestattet:
- Manfredo Fanti (1806–1865), General und Minister
- Francesco Benincasa, Bischof von Carpi von 1779 bis 1794
- Carlo Belloni, Bischof von Carpi von 1794 bis 1800
- Giacomo Boschi, Bischof von Carpi von 1807 bis 1815
- Clemente Maria Bassetti, Bischof von Carpi von 1831 bis 1839
- Gaetano Maria Cattani, Bischof von Carpi von 1850 bis 1863
- Gherardo Araldi, Bischof von Carpi von 1871 bis 1891
- Andrea Righetti, Bischof von Carpi von 1891 bis 1924
- Giovanni Pranzini, Bischof von Carpi von 1925 bis 1935
- Vigilio Federico Dalla Zuanna, Bischof von Carpi von 1941 bis 1952
- Artemio Prati (1907–2004), Bischof von Carpi von 1953 bis 1983
- Lelio Rossi (1844–1907), Bildhauer